# Carlos Ross
Carlos Ross Cotal (Santiago de Chile, 23 november 1990) is een Chileens voetballer, (Vleugelaanvaller). Hij heeft gespeeld in drie clubs (Maximale Categorie in Chili). Momenteel spelend voor CA Boca Unidos. Hij heeft twee wedstrijden gespeeld met de nationale ploeg tegen Venezuela en Noord-Ierland. Met coach Marcelo Bielsa.

## Chileens elftal
Hij heeft wedstrijden gespeeld met de nationale ploeg Chili-20. Met coach Ivo Basay.
Het werd Sparring van de Chileens voetbalelftal in de (Wereldkampioenschap voetbal 2010).
Hij heeft twee wedstrijden gespeeld in de Chileens voetbalelftal tegen Venezuela en Noord-Ierland. Met coach Marcelo Bielsa.

### Interlands
| Interlands van Carlos Ross voor Chili | Interlands van Carlos Ross voor Chili | Interlands van Carlos Ross voor Chili | Interlands van Carlos Ross voor Chili | Interlands van Carlos Ross voor Chili | Interlands van Carlos Ross voor Chili | Interlands van Carlos Ross voor Chili |
| №                                     | Datum                                 | Wedstrijd                             | Uitslag                               | Competitie                            | Goals                                 | Assists                               |
| ------------------------------------- | ------------------------------------- | ------------------------------------- | ------------------------------------- | ------------------------------------- | ------------------------------------- | ------------------------------------- |
| 1.                                    | 31 maart 2010                         | Chili – Venezuela                     | 1 – 1                                 | Vriendschappelijk                     | 0                                     | 0                                     |
| 2.                                    | 30 mei 2010                           | Chili – Noord-Ierland                 | 1 – 0                                 | Vriendschappelijk                     | 0                                     | 0                                     |

### Statistische Samenvatting
| Competitie             | Duels | Goals |
| ---------------------- | ----- | ----- |
| Competitie             | 161   | 27    |
| Beker                  | 17    | 6     |
| Chileens voetbalelftal | 2     | 0     |
| Chili-20               | 5     | 2     |
| TOTAL                  | 186   | 36    |